# Die Tageszeitung
die tageszeitung (egentlig taz.die tageszeitung, ofte blot taz) er en tysk avis, der blev grundlagt i 1978 i Berlin. Avisen er kooperativt ejet, har stærkt fokus på økologi og har politisk ofte støttet partiet Die Grünen, hvilket dog ikke forhindrede den i at kritisere den koalitionsregering mellem Grünen og SPD, der var ved magten 1998-2005. Avisen har et oplag på 55.000, hvoraf langt størstedelen sælges i abonnement. Avisens redaktør er siden 1999 Bascha Mika.
Avisens mål var fra starten at være et alternativ til mainstream-pressen. Avisen definerer sig som kommercielt uafhængig. Frem til 1991 fik alle ansatte samme (lave) løn, men i dag får redaktørerne dog en højere løn. Lønniveauet blandt journalisterne på taz er dog stadig lavere end i resten af den tyske presse. Siden 1992 har taz være ejet af et kooperativ med omkring 7.700 medlemmer. 
I 1995 var avisen den første i Tyskland, der gjorde hele den trykte avis' indhold tilgængeligt på internet. Siden starten er avisen udkommet i en landsdækkende og en Berlin-udgave. Sidenhen kom redaktioner i Nordrhein-Westfalen, Hamburg og Bremen til. Avisen er kendt for sine opfindsomme og ofte satiriske overskrifter; eks. udkom avisen i 2004 med overskriften "Oops – they did it again" efter at USA's vælgere havde genvalgt præsident George W. Bush.